# Oscilações do tipo solar
O termo oscilações do tipo solar refere-se às oscilações e outras estrelas que se excitam de maneira análoga às oscilações do Sol, ou seja, através da convecção nas camadas externas.